# Biserica romano-catolică din Baia Sprie

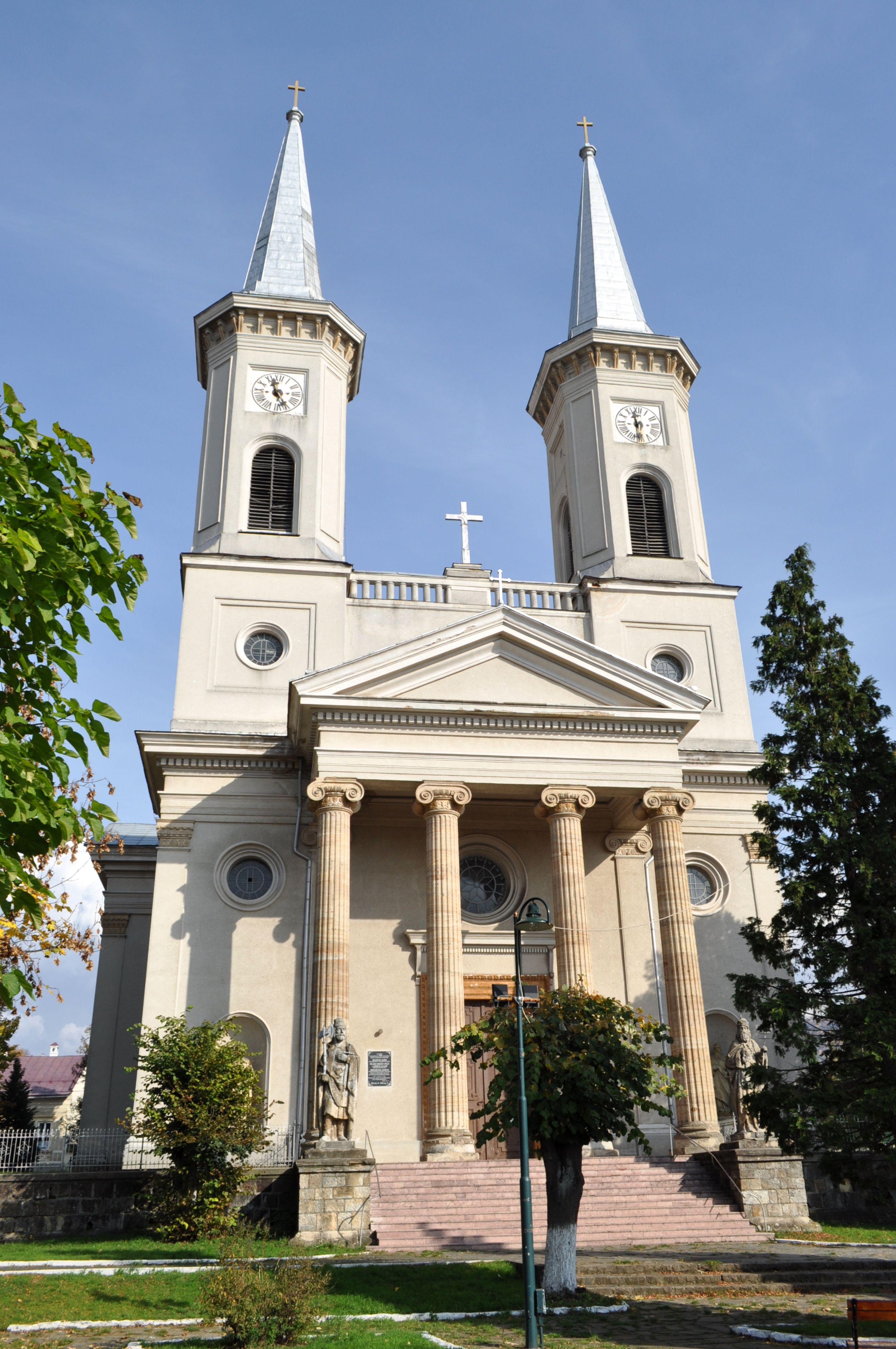
Biserica (vest)

Biserica romano-catolică „Sfânta Maria” este un monument istoric aflat pe teritoriul orașului Baia Sprie, județul Maramureș.

## Localitatea
Baia Sprie (în maghiară Felsőbánya, în trad. Baia de Sus, în germană Mittelstadt) este un oraș în județul Maramureș, Transilvania, România. Prima mențiune documentară este din 1329 în Corradus Judex Civitatum cu numele de Medio Monte.

## Biserica
Biserica a fost construită între 1846-1858, în stil neoclasic după planurile lui Albin Tischler. Nava bisericii este închisă pe latura de est de un altar semicircular.  Fațada principală a bisericii are un design monumental. Intrarea principală este închisă de un portic monumental cu timpan.  În fața sa, pe un piedestal înalt, se află statuile Sf. Petru și Sf. Pavel.
Lucrările de decorare a interiorului bisericii datează din momentul construirii bisericii. Șase picturi murale de pe tavan prezintă viața Maicii Domnului, iar imaginea altarului principal înfățișează Adormirea Maicii Domnului. Károly Lotz, îndrumat de profesorul universitar vienez Kalr Rahl, a contribuit la pictura altarului principal, iar celelalte lucrări sunt, de asemenea, capodopere ale unor ateliere de creație celebre din Tirol sau Budapesta.
Lucrări de renovare au avut loc în anii 1930 și 1980.
Casa parohială a bisericii romano-catolice este monument istoric și datează din 1773.

## Imagini

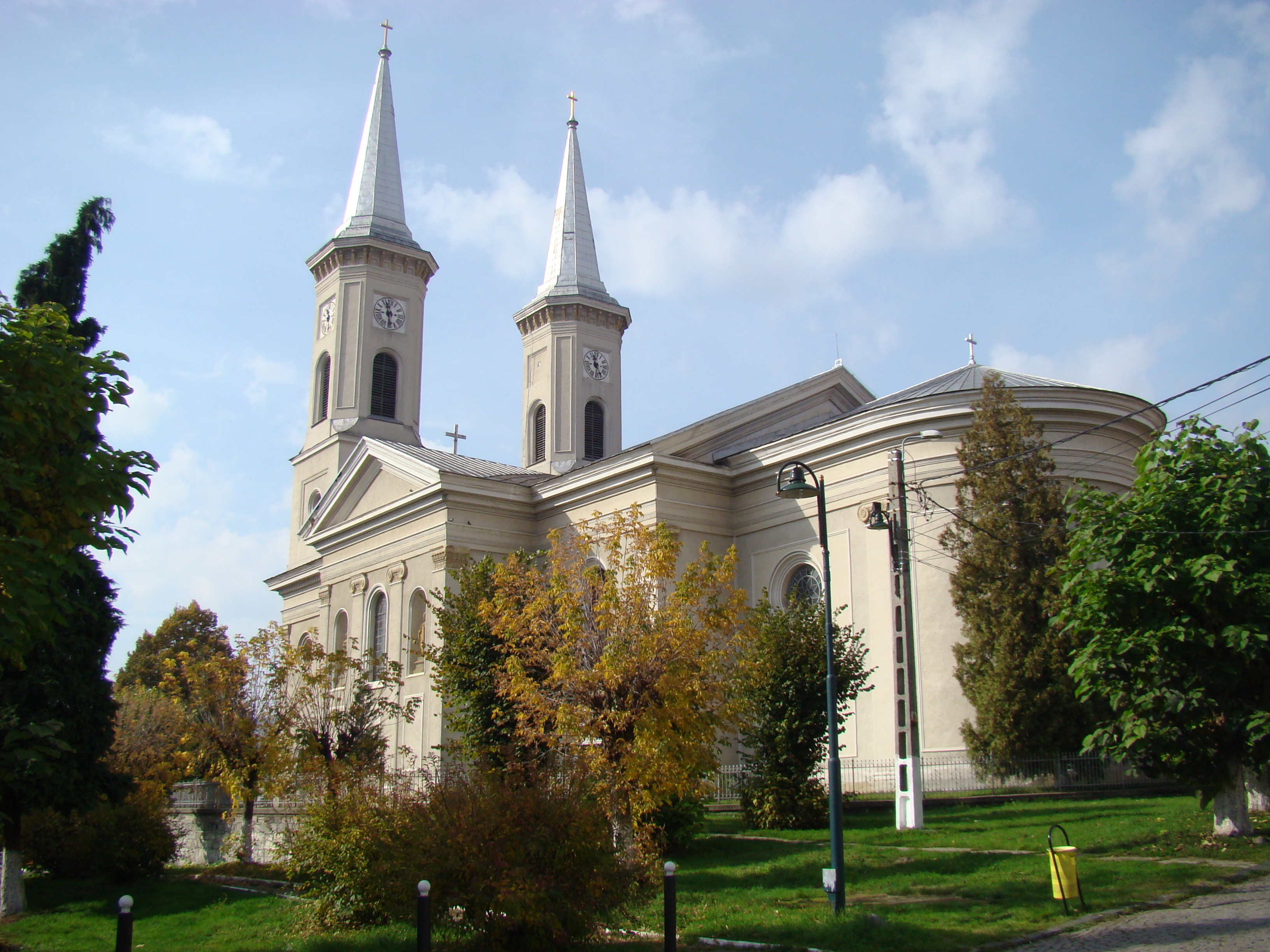
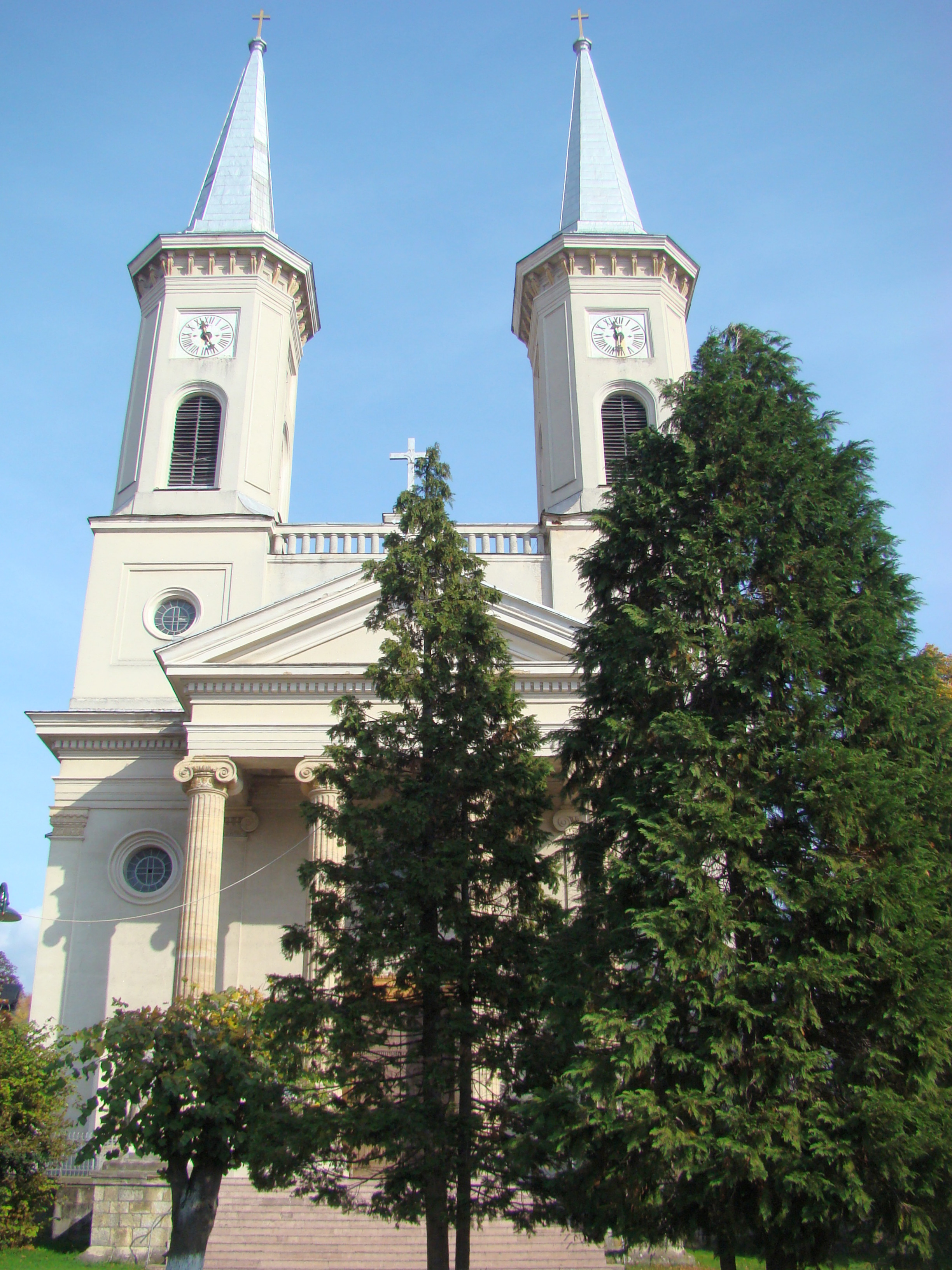
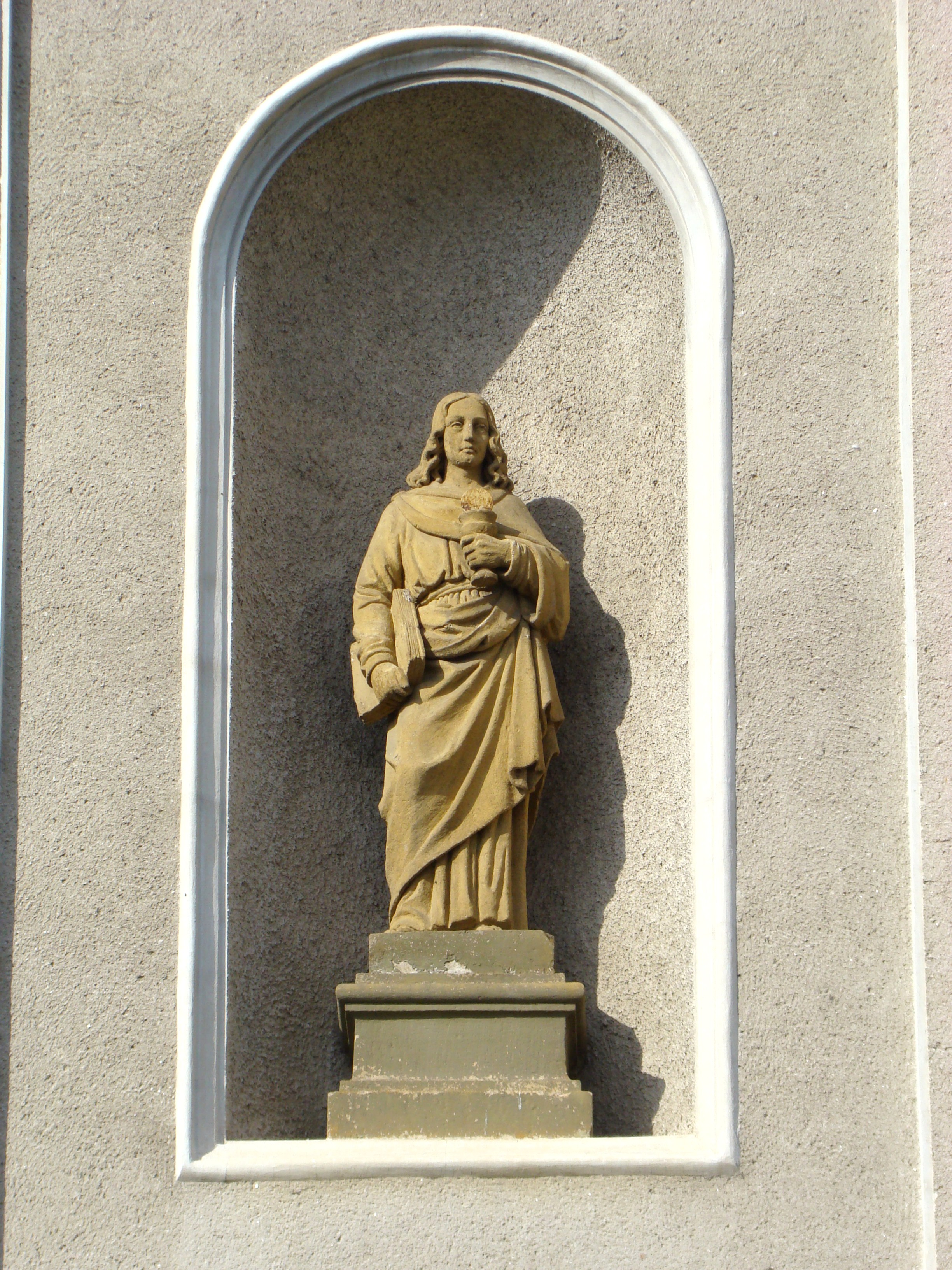
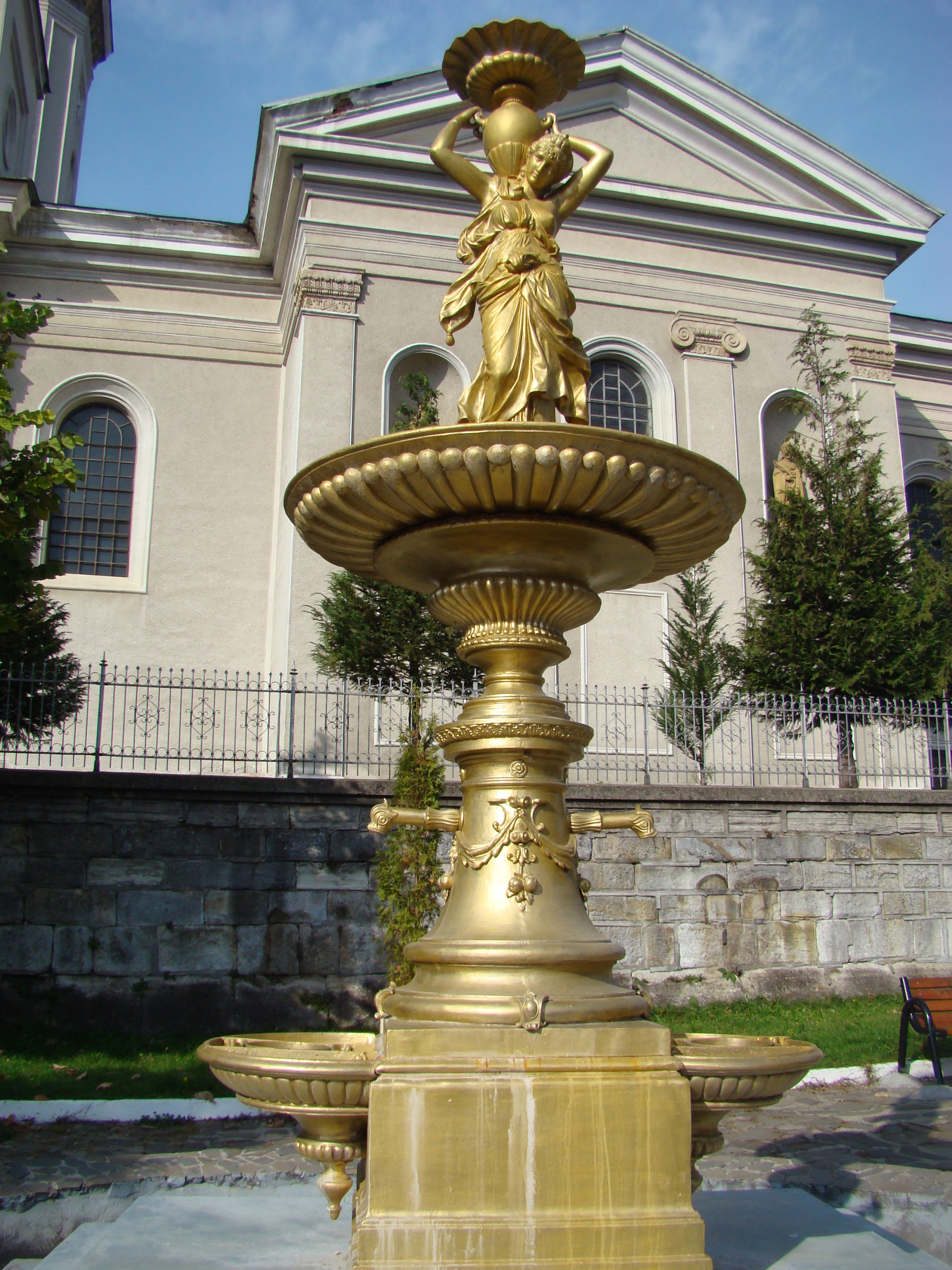
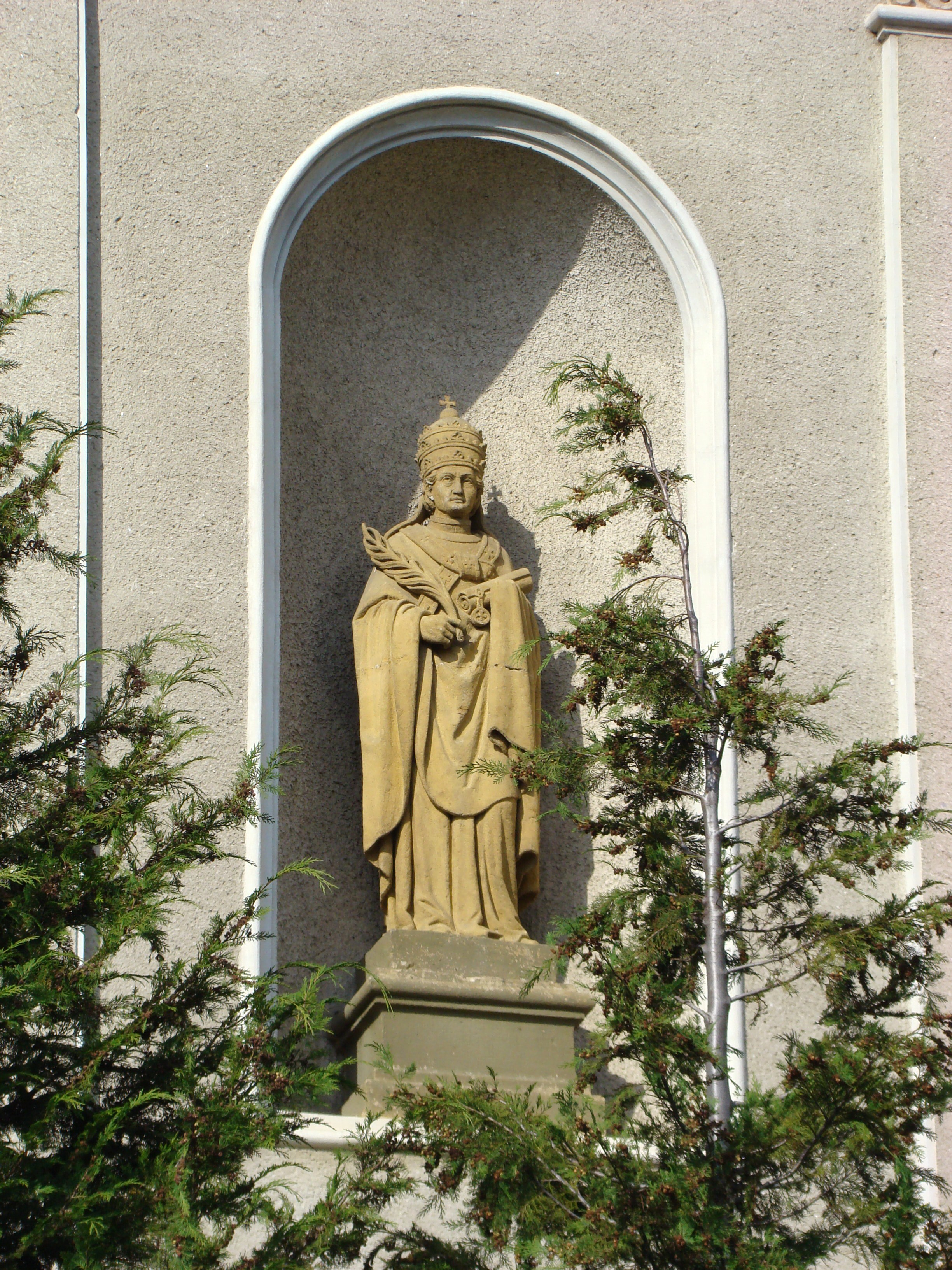
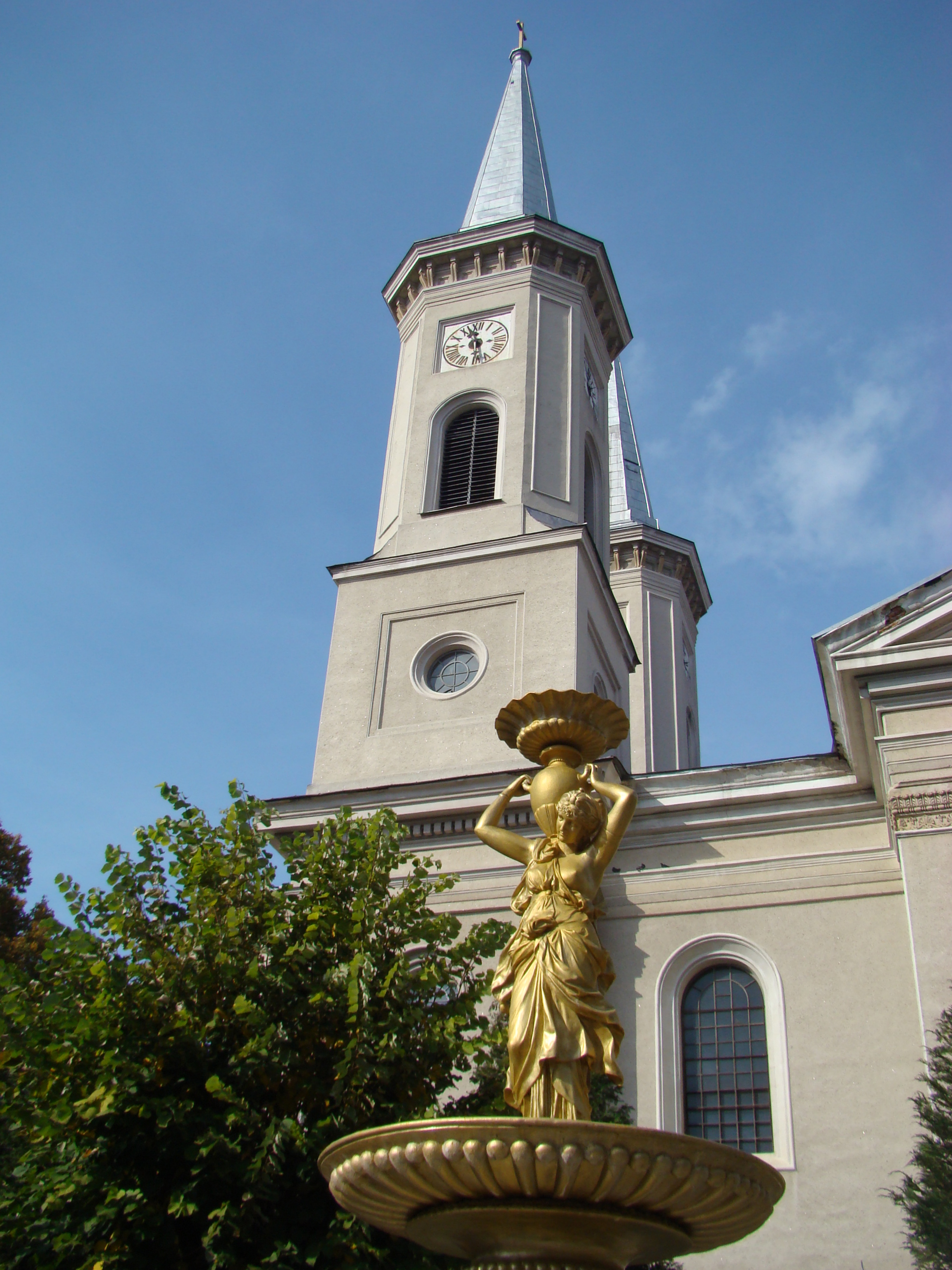
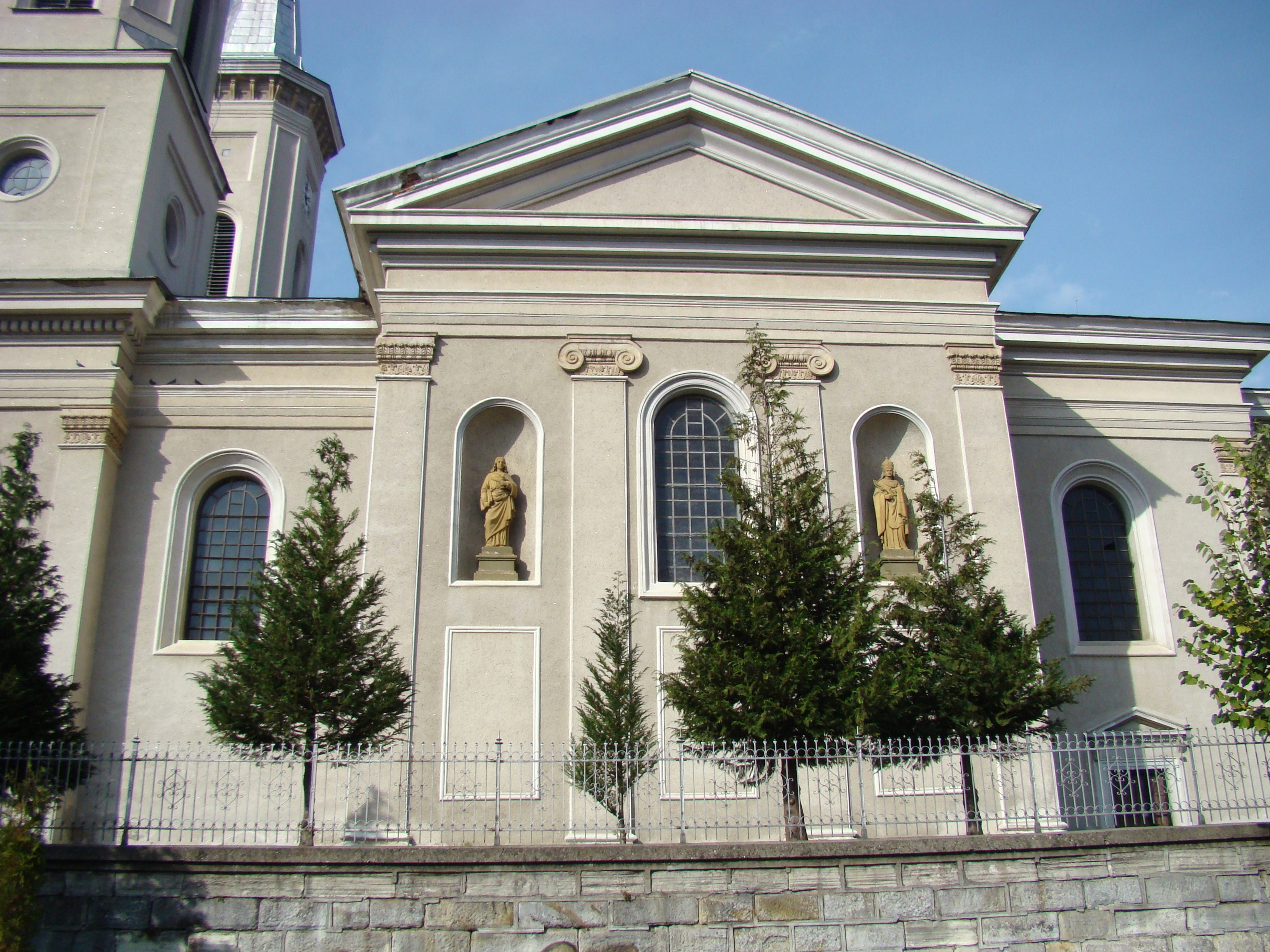
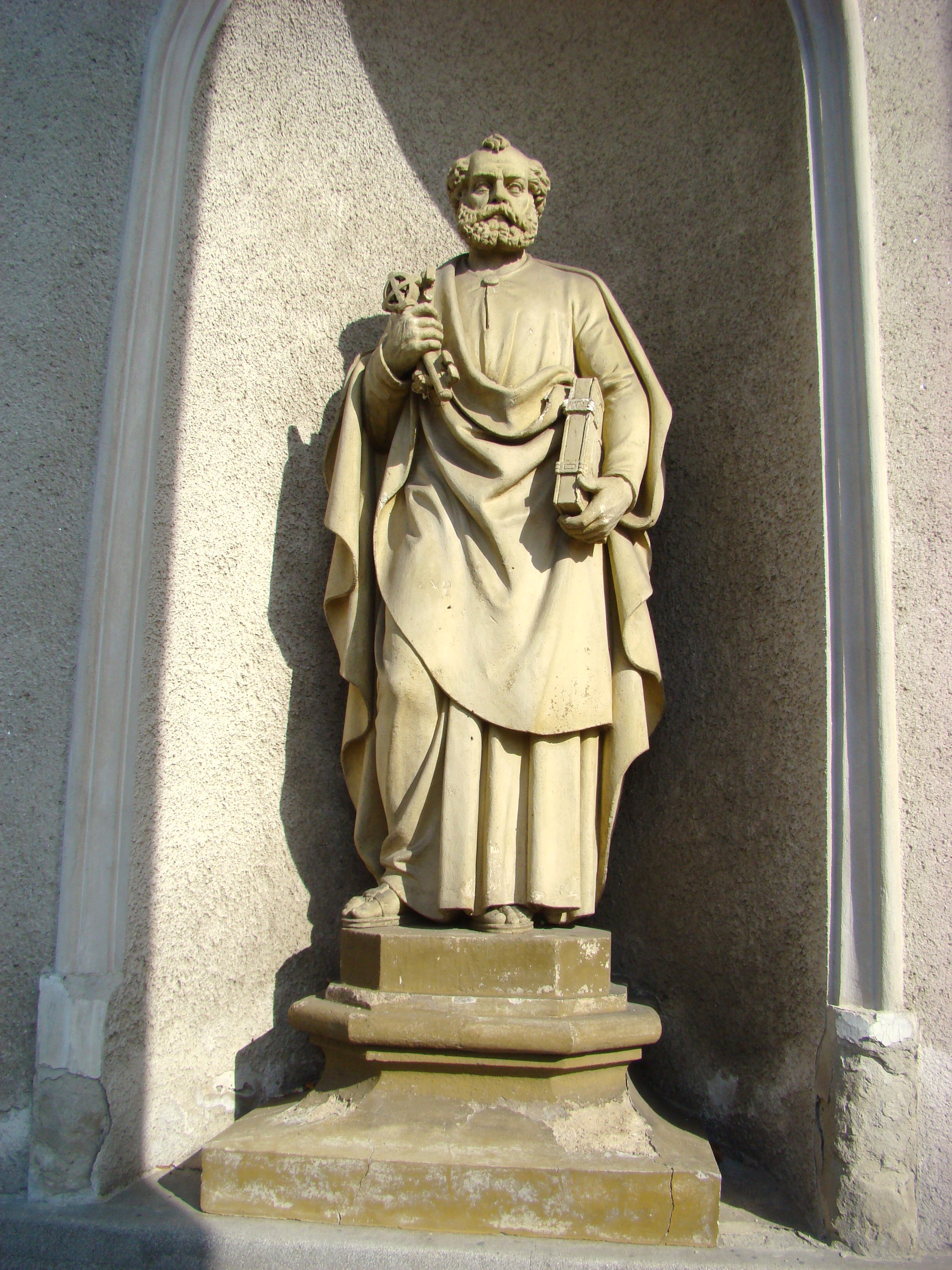
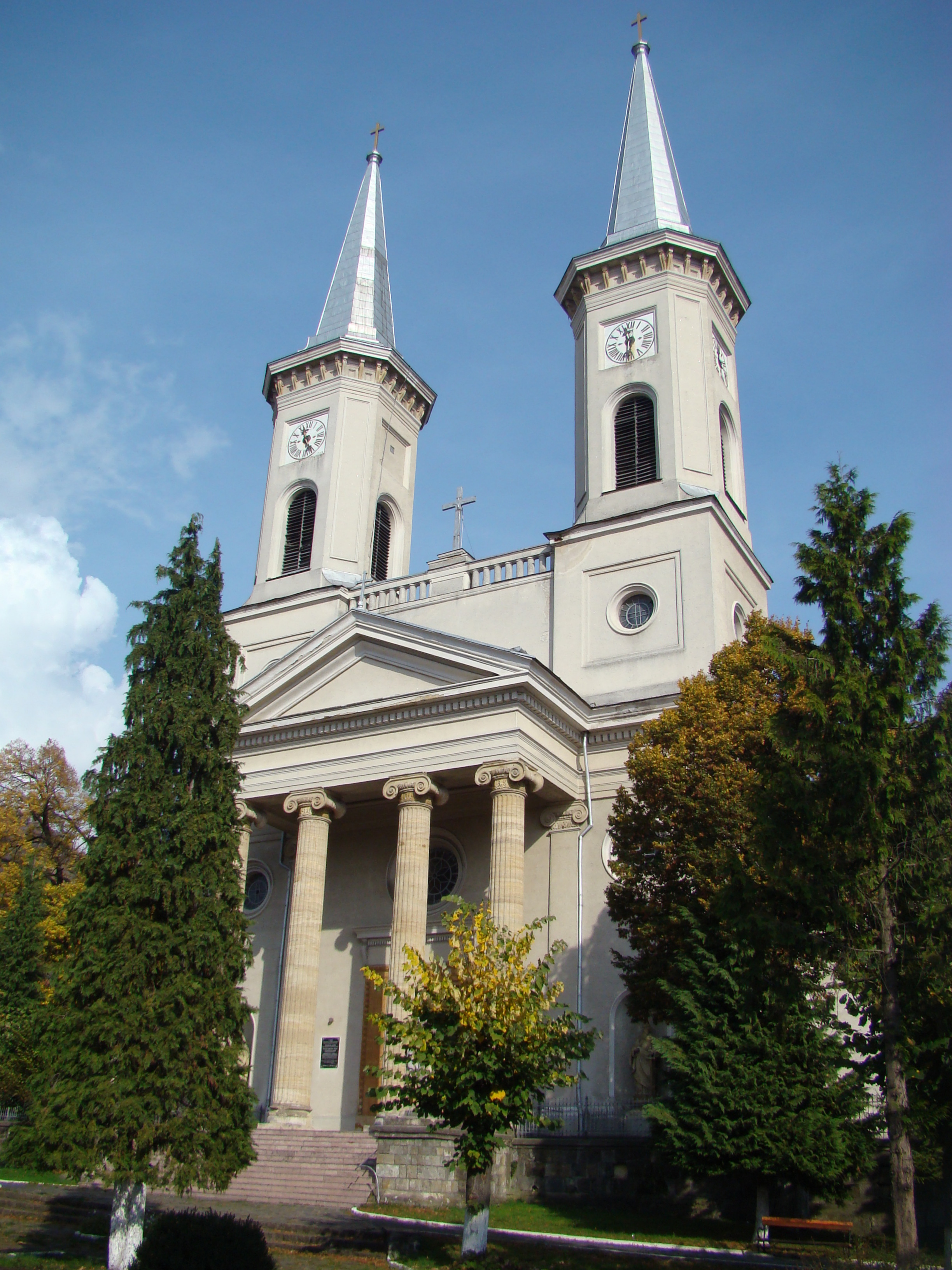
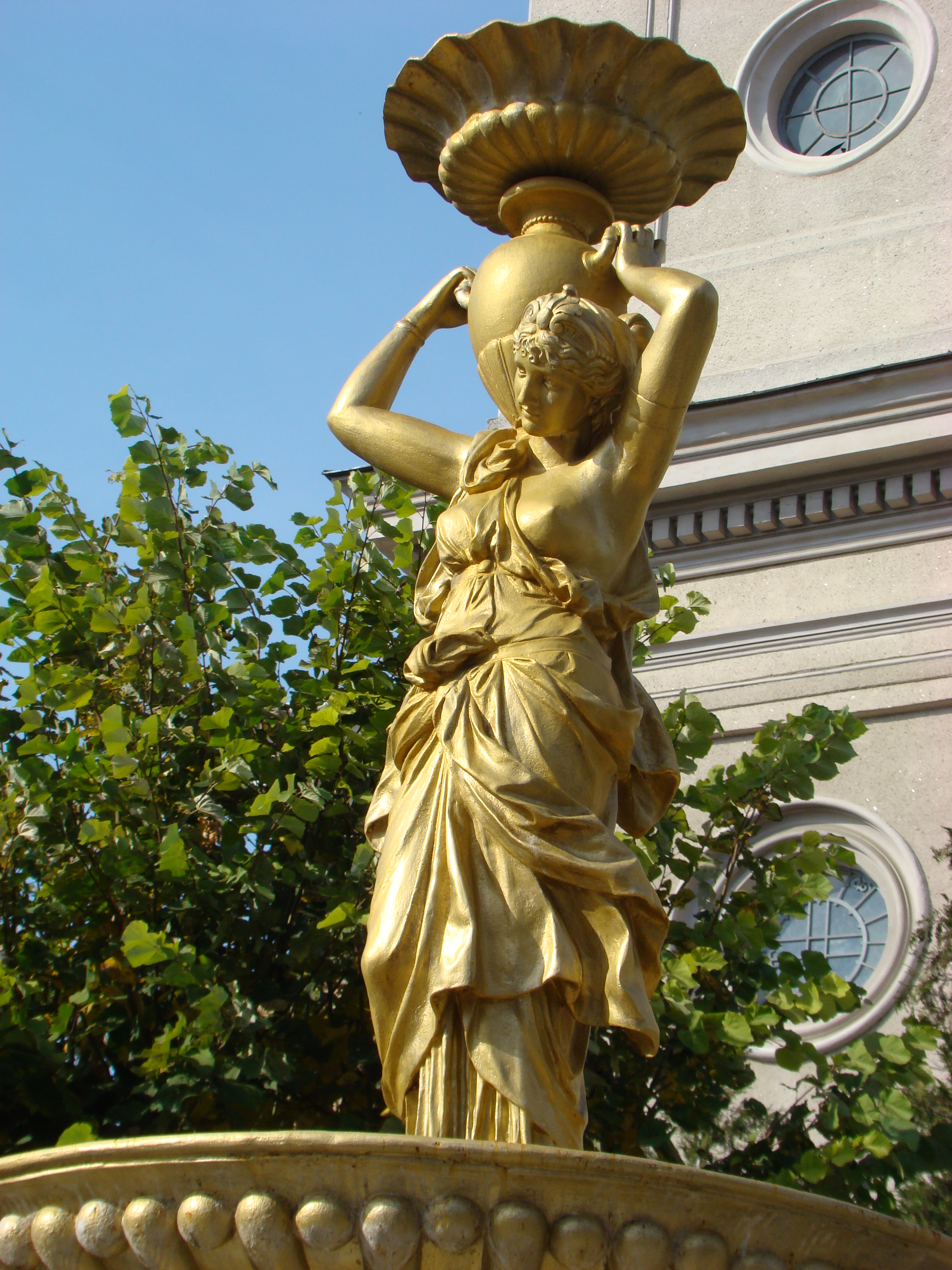
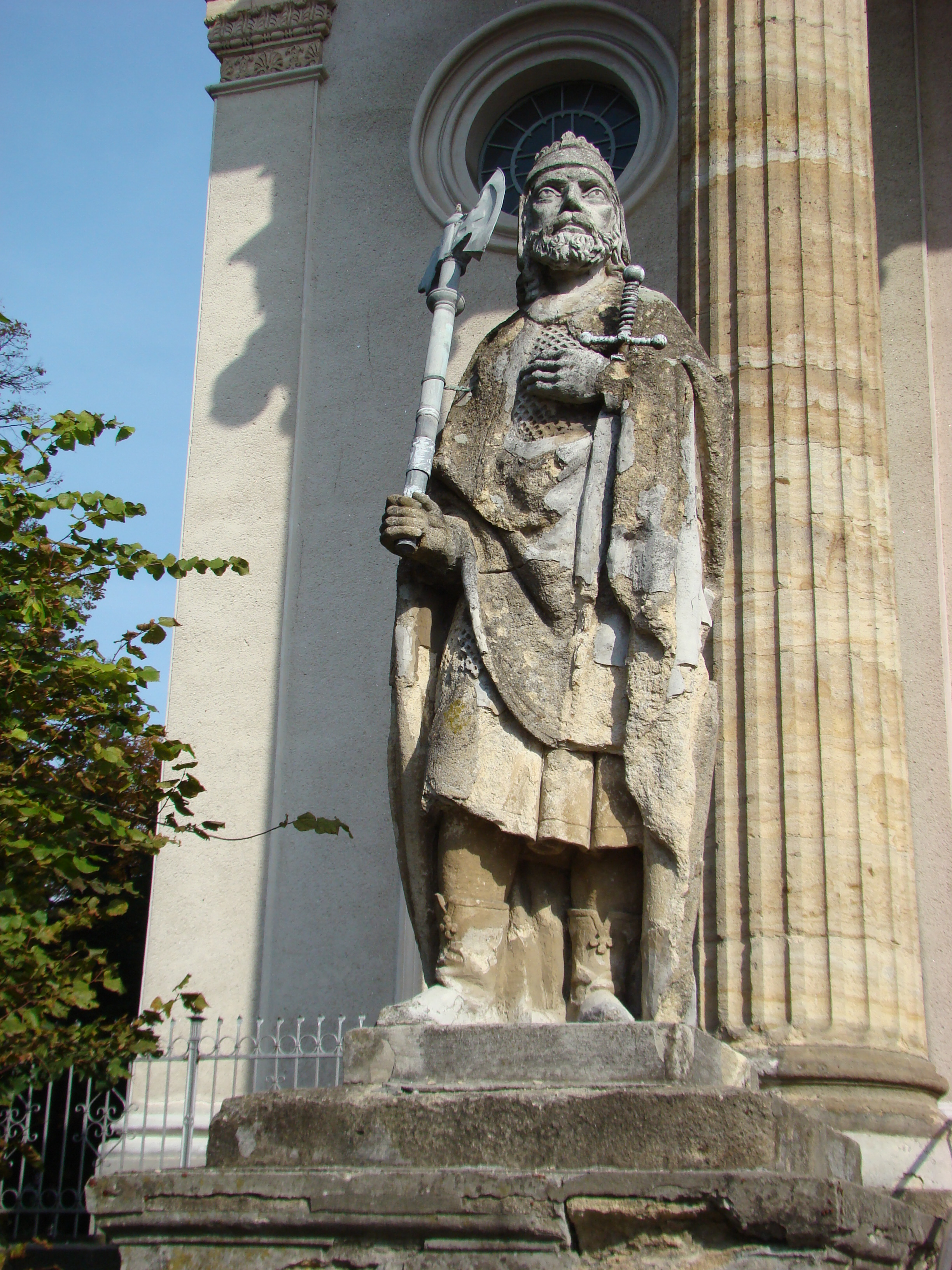
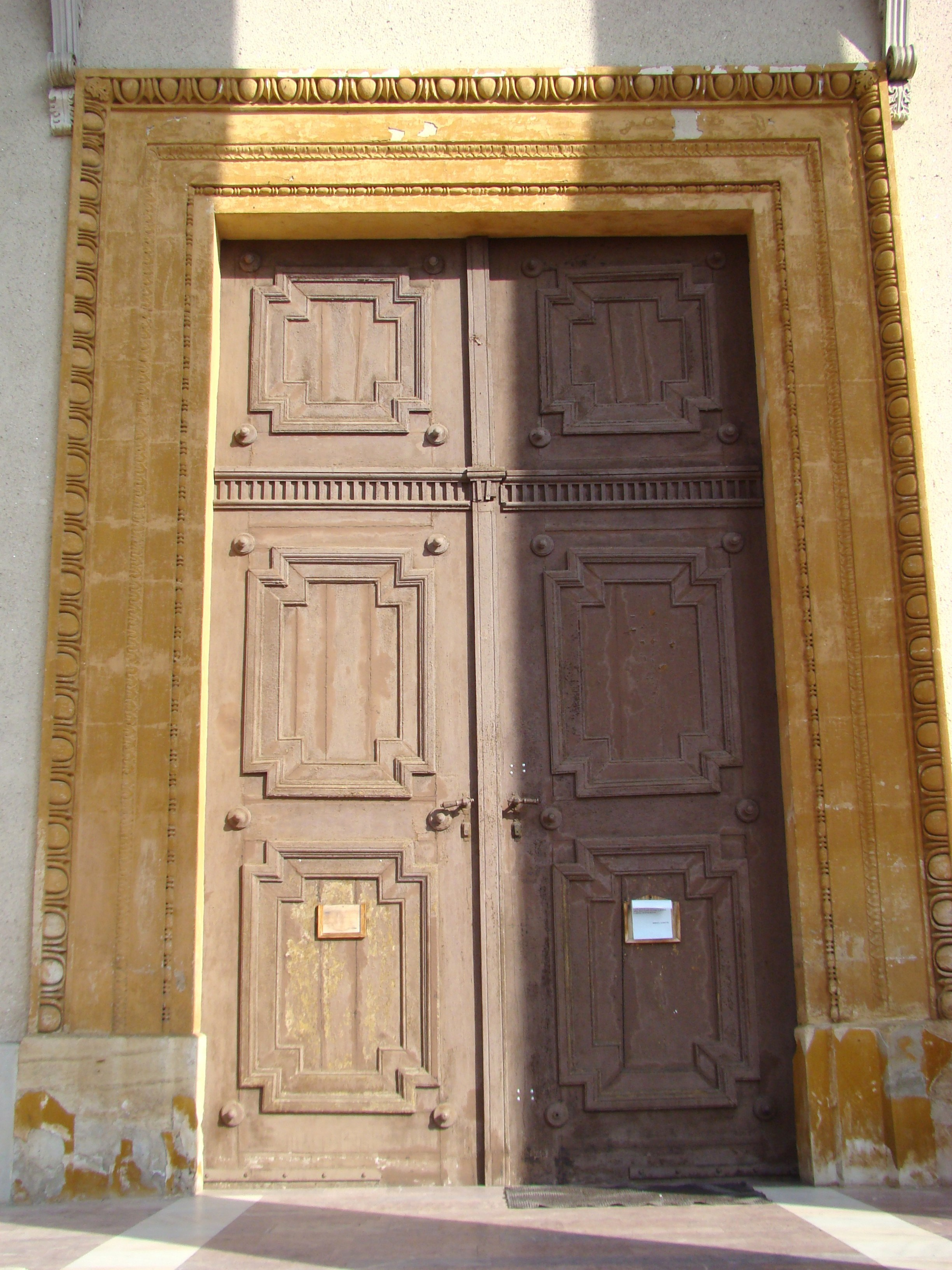
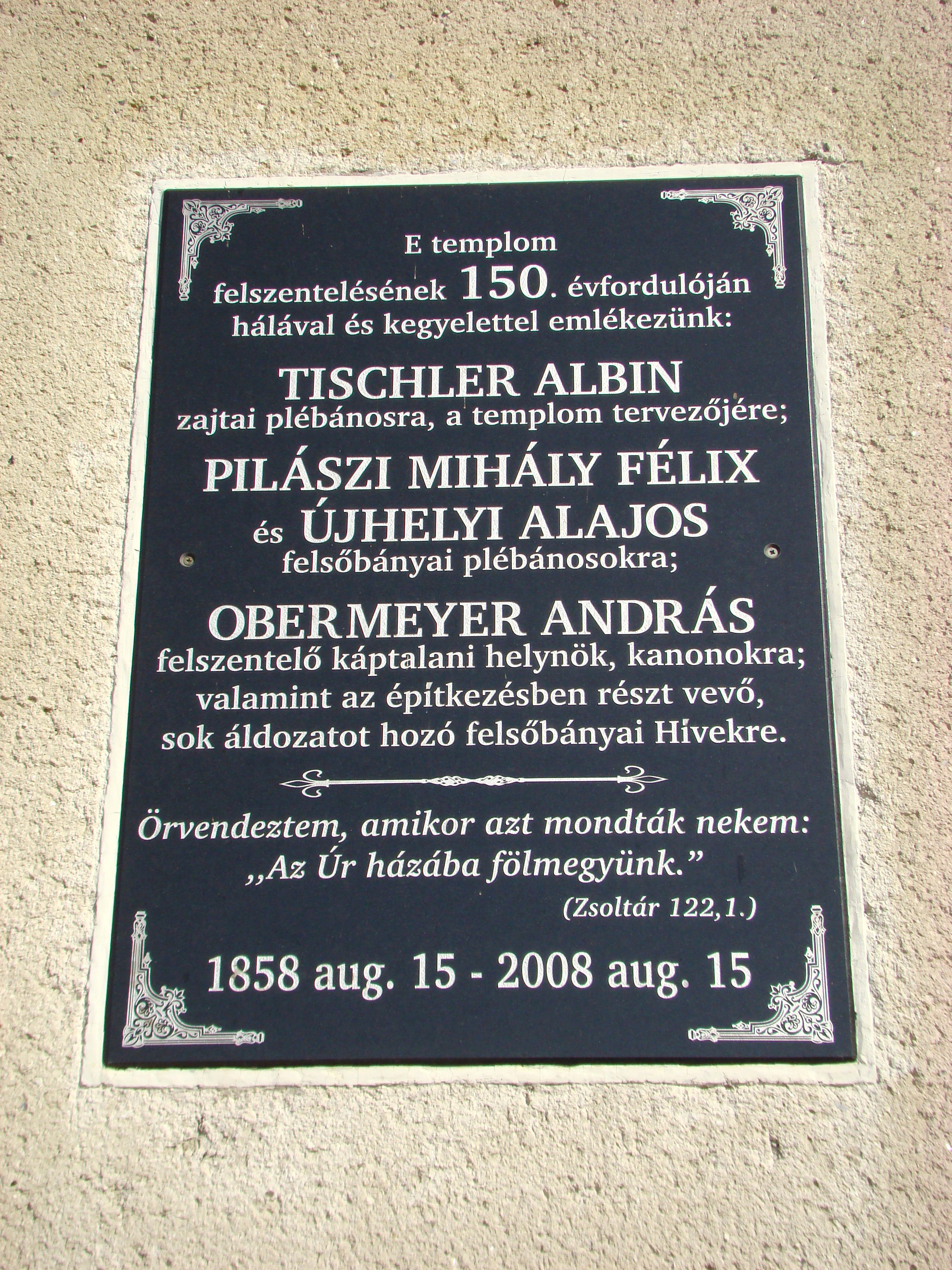
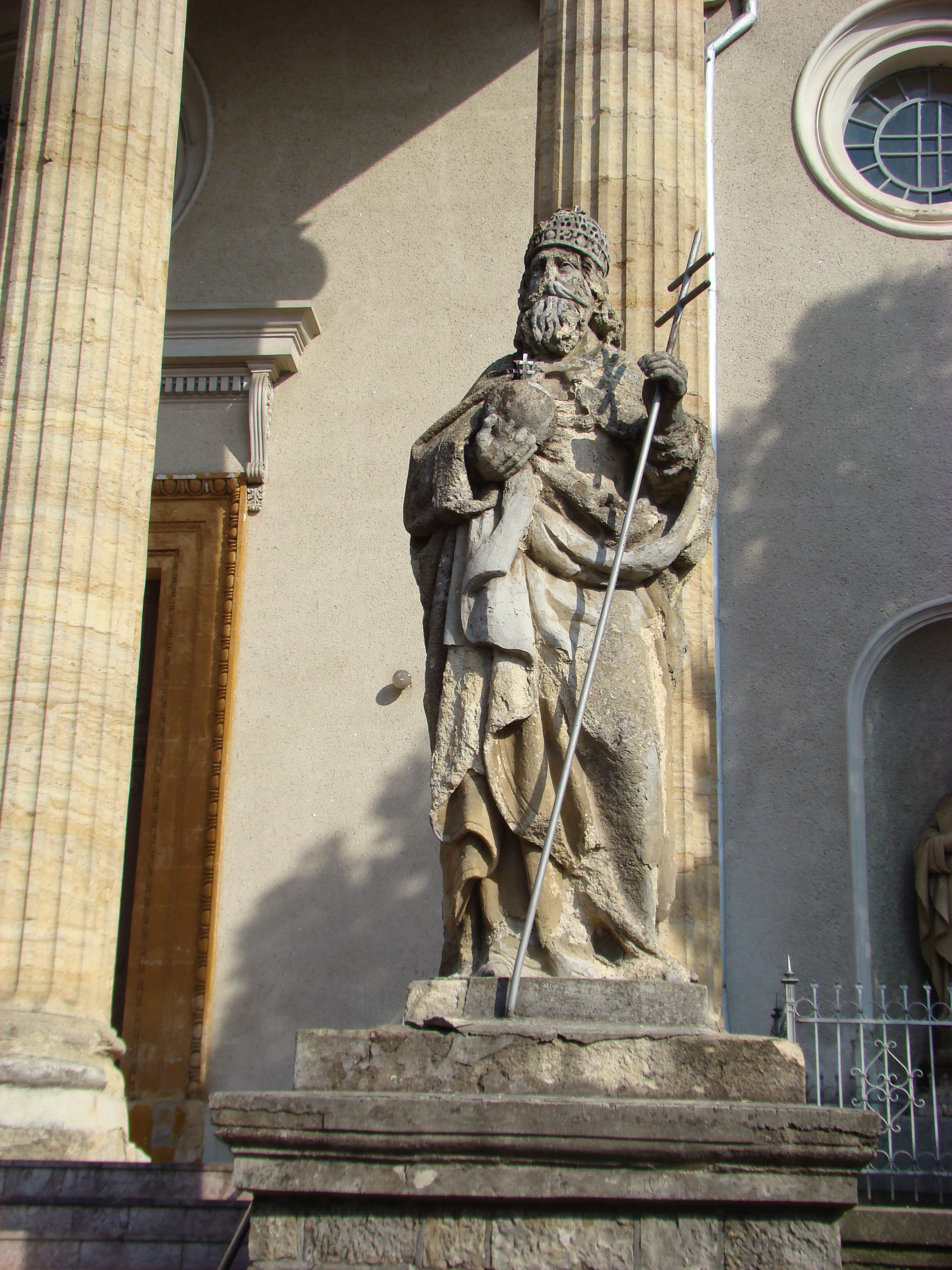
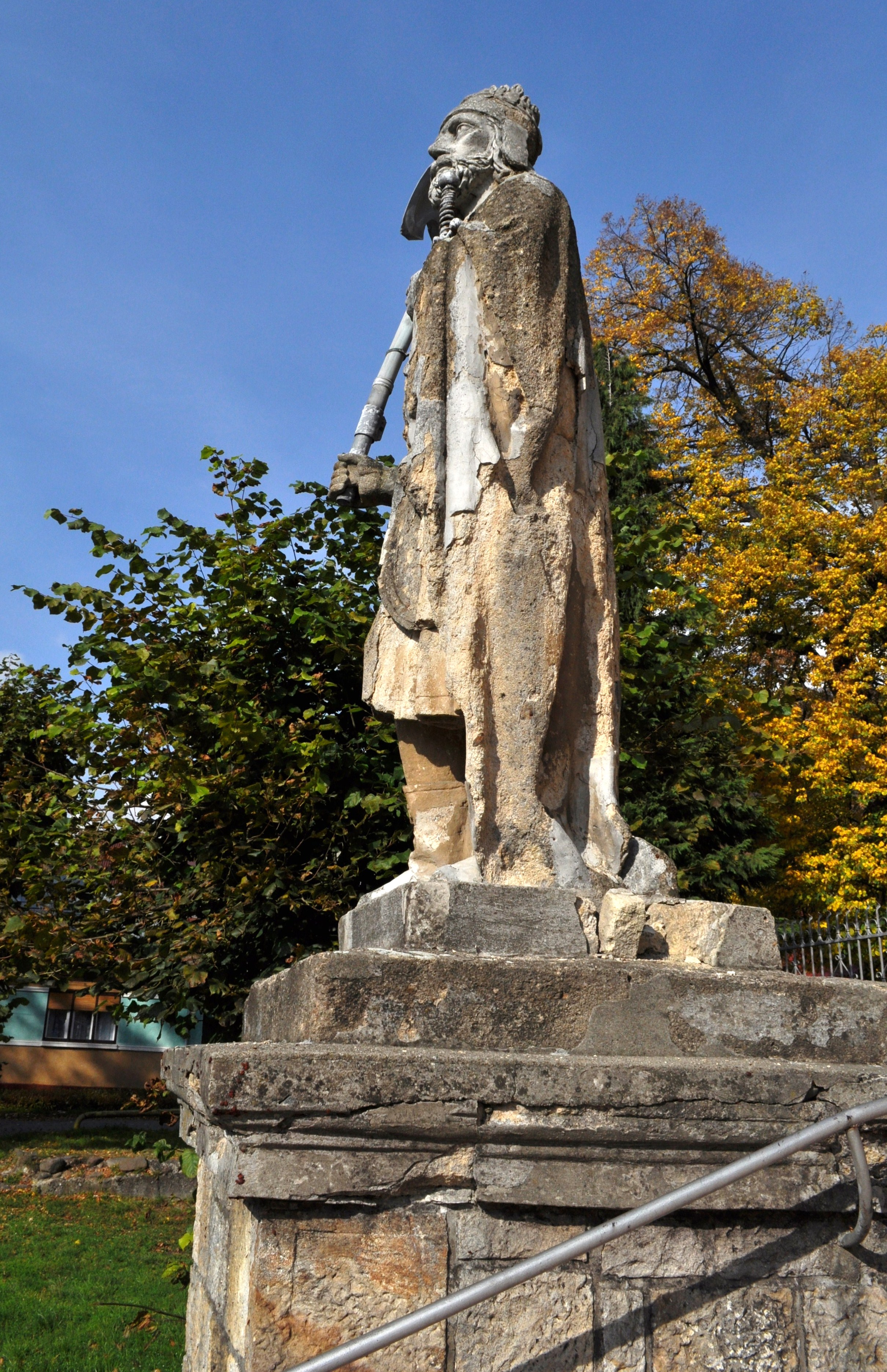
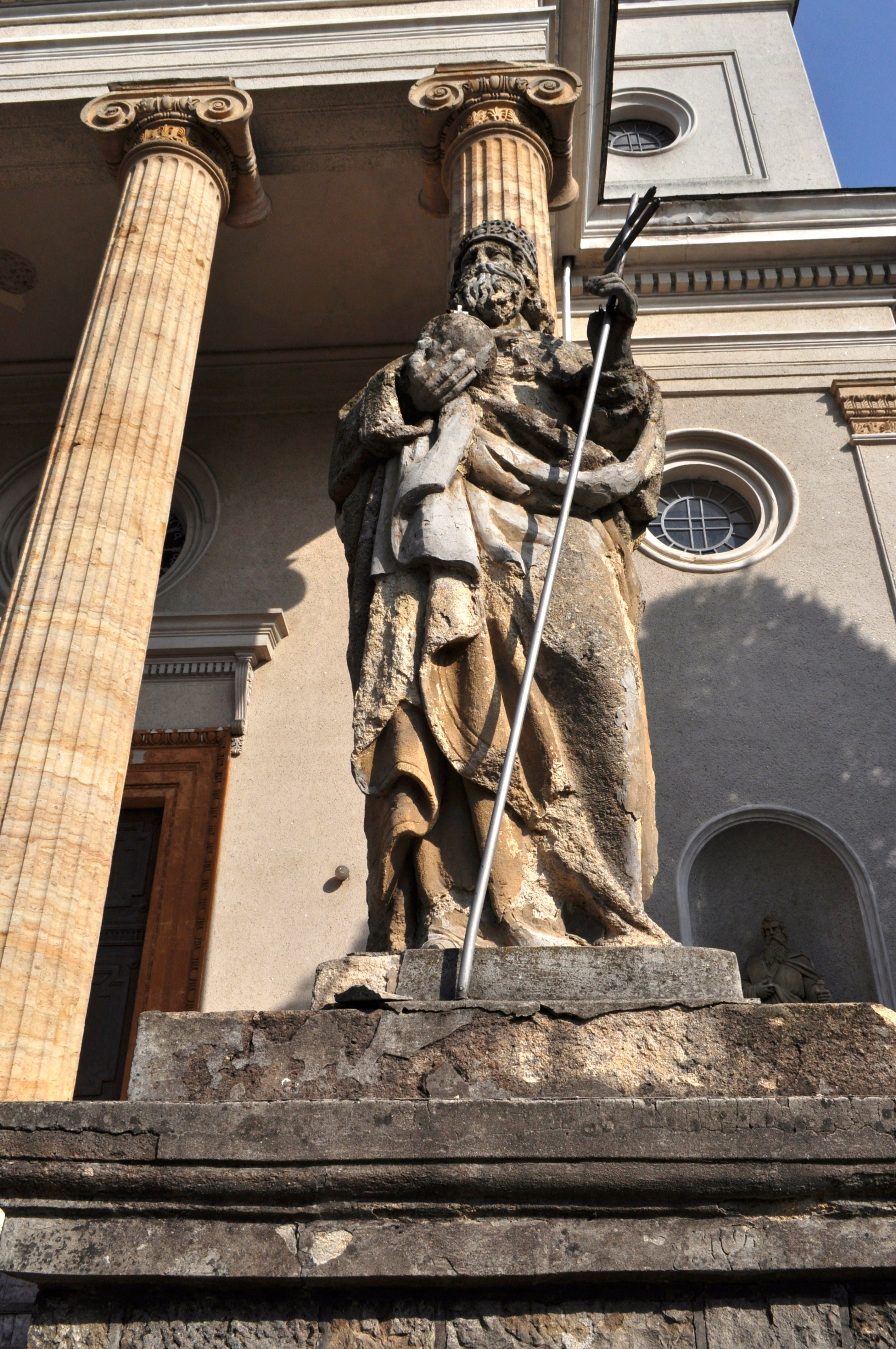
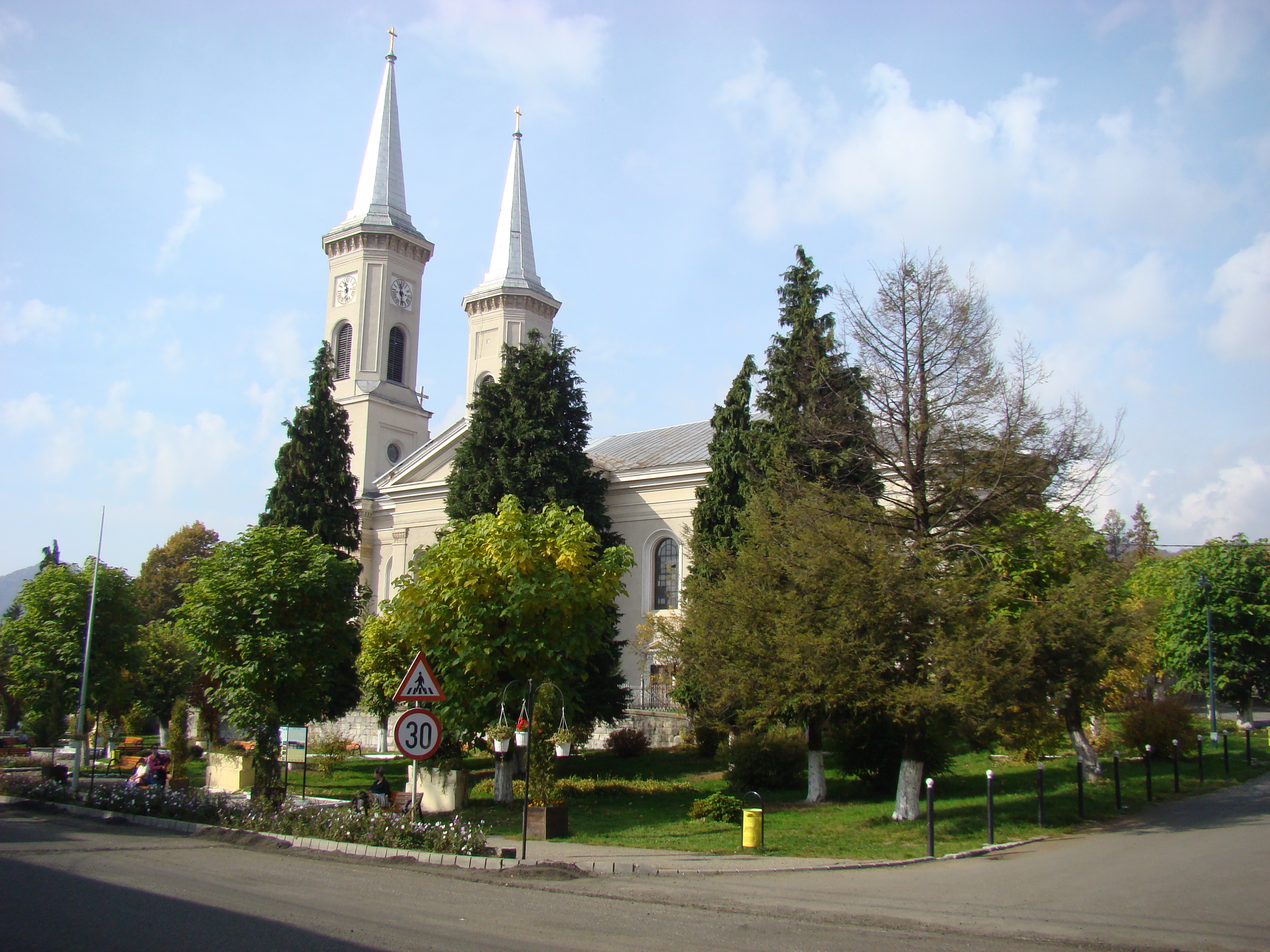

## Casa parohială a bisericii romano-catolice

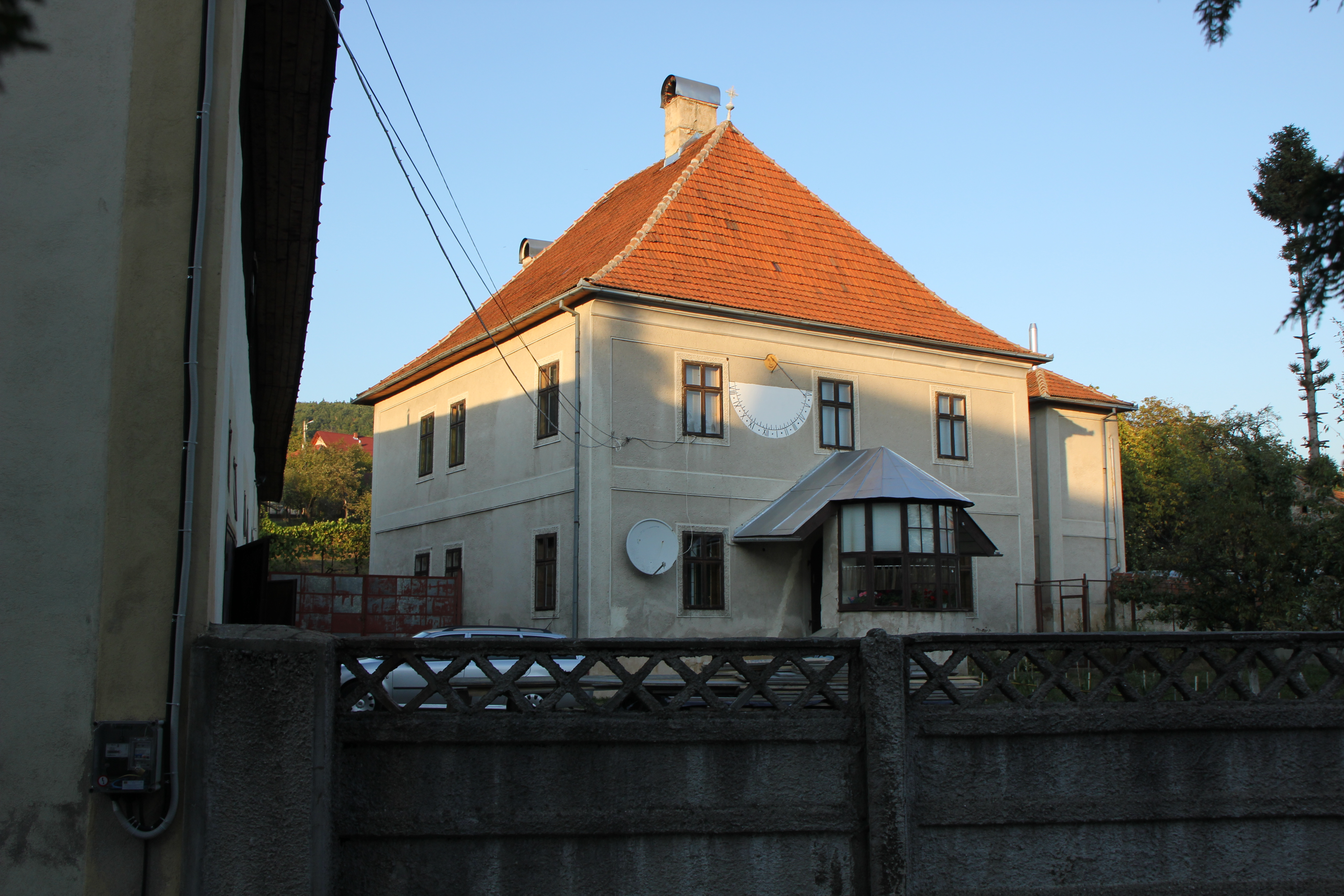
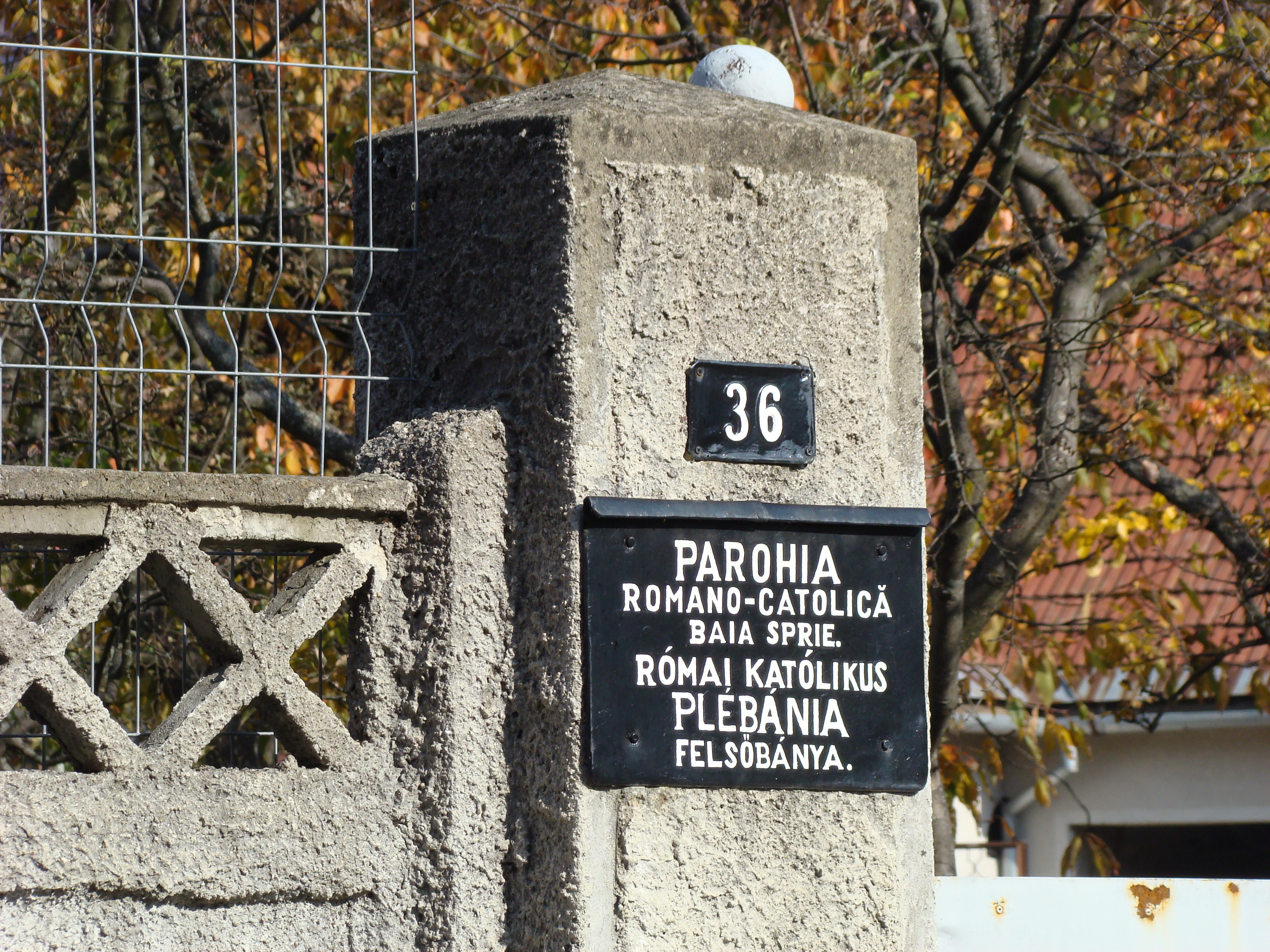
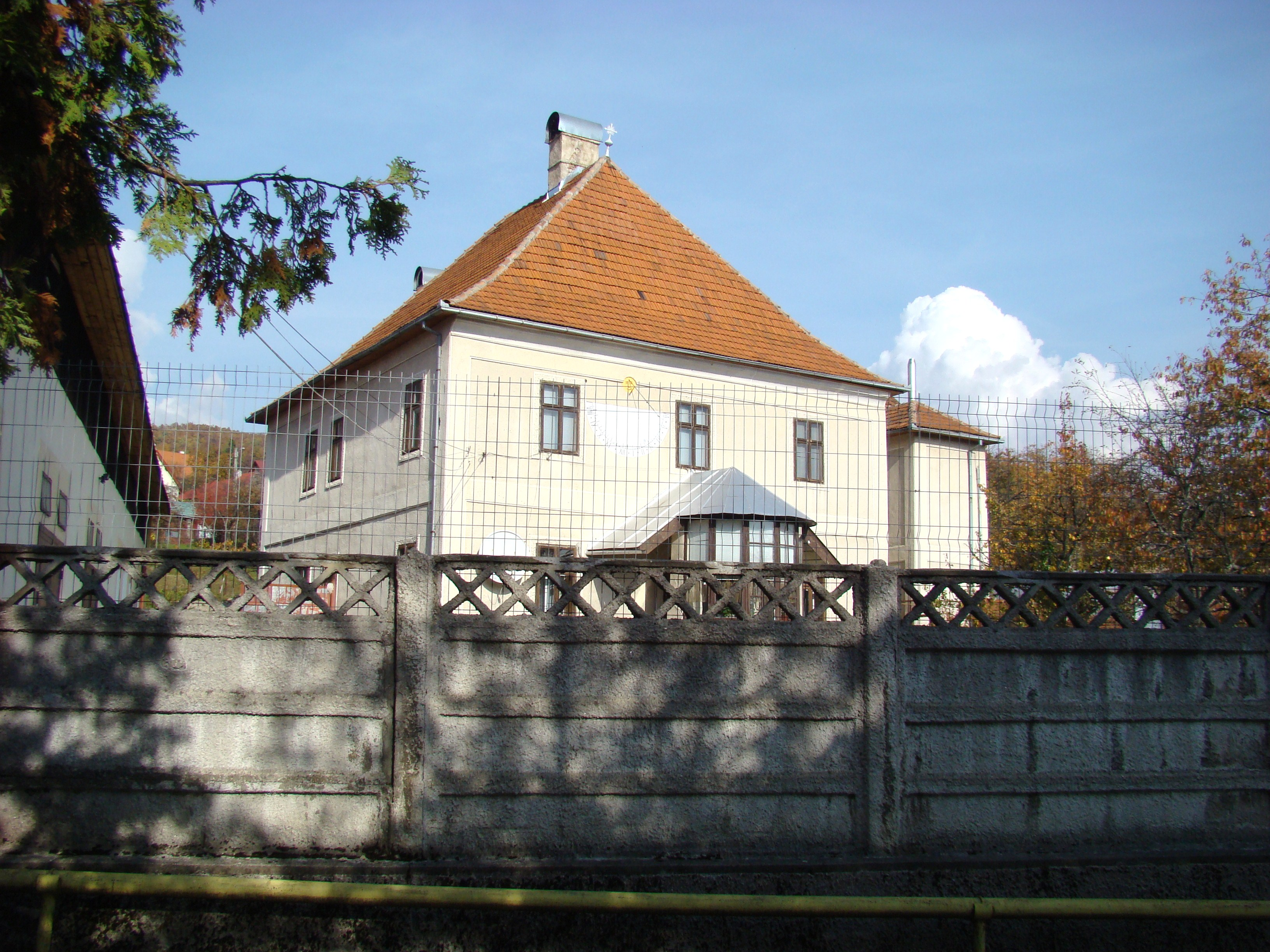
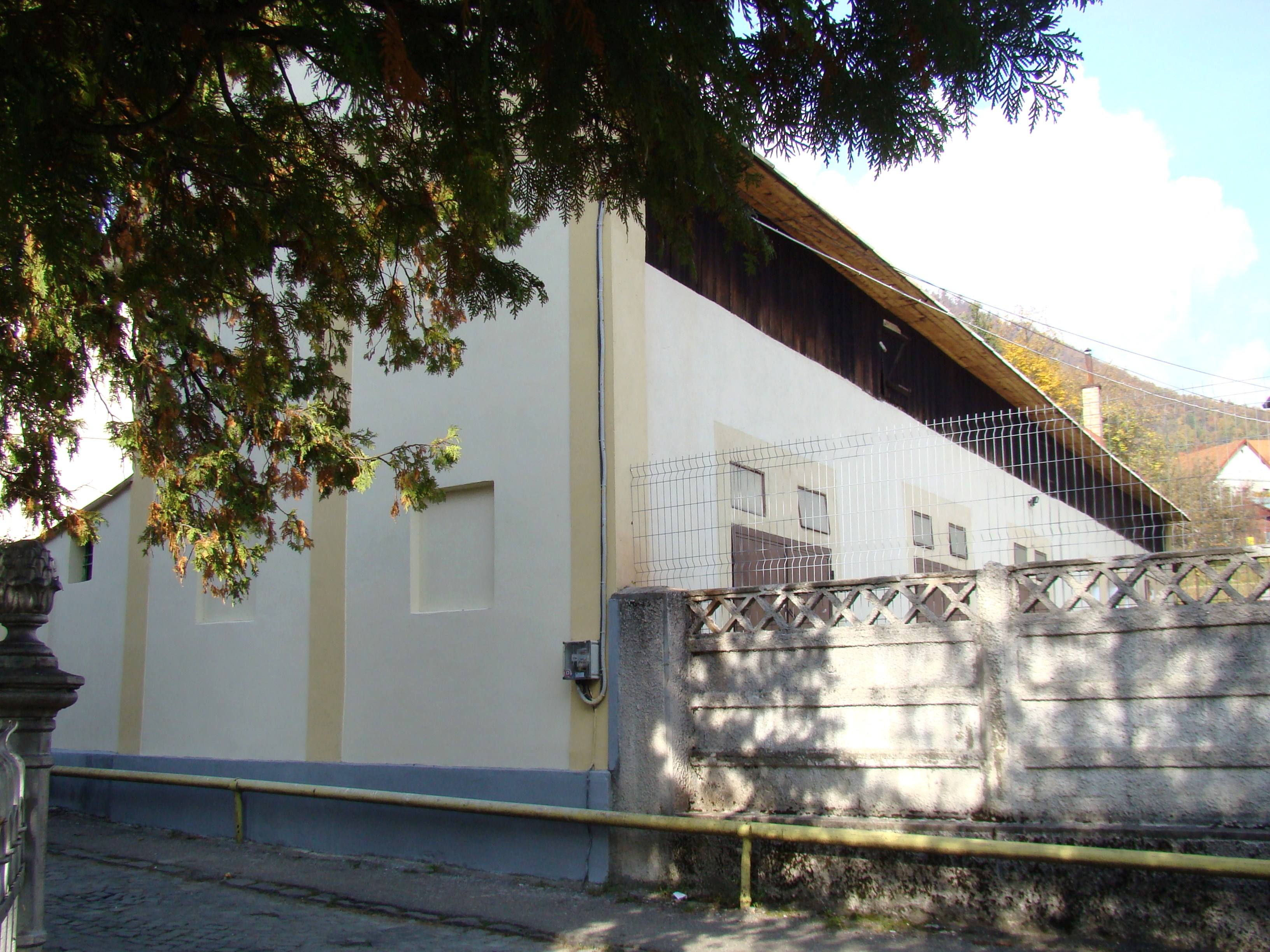
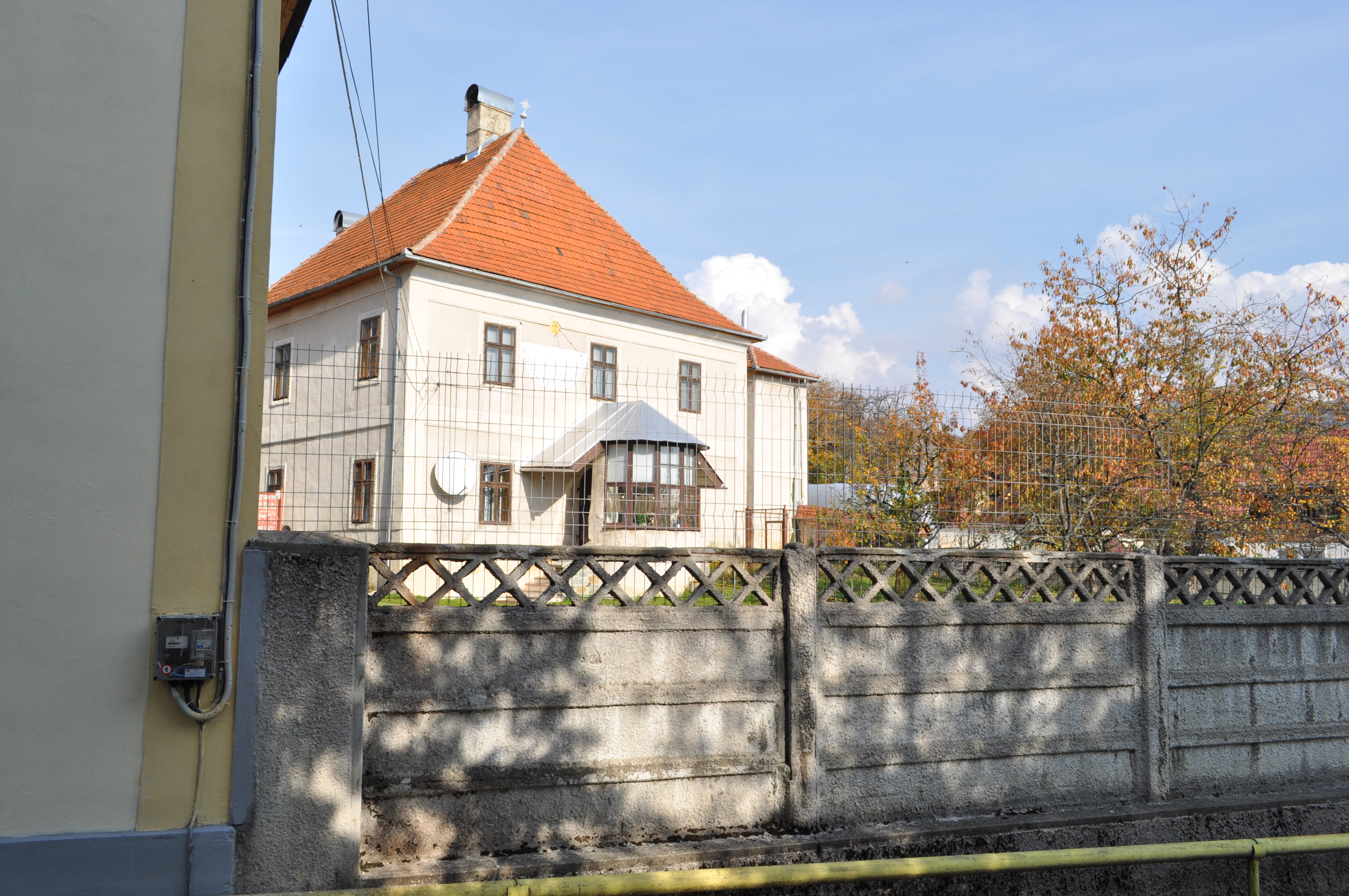

## Vezi și
- Baia Sprie